# Azzam Azzam

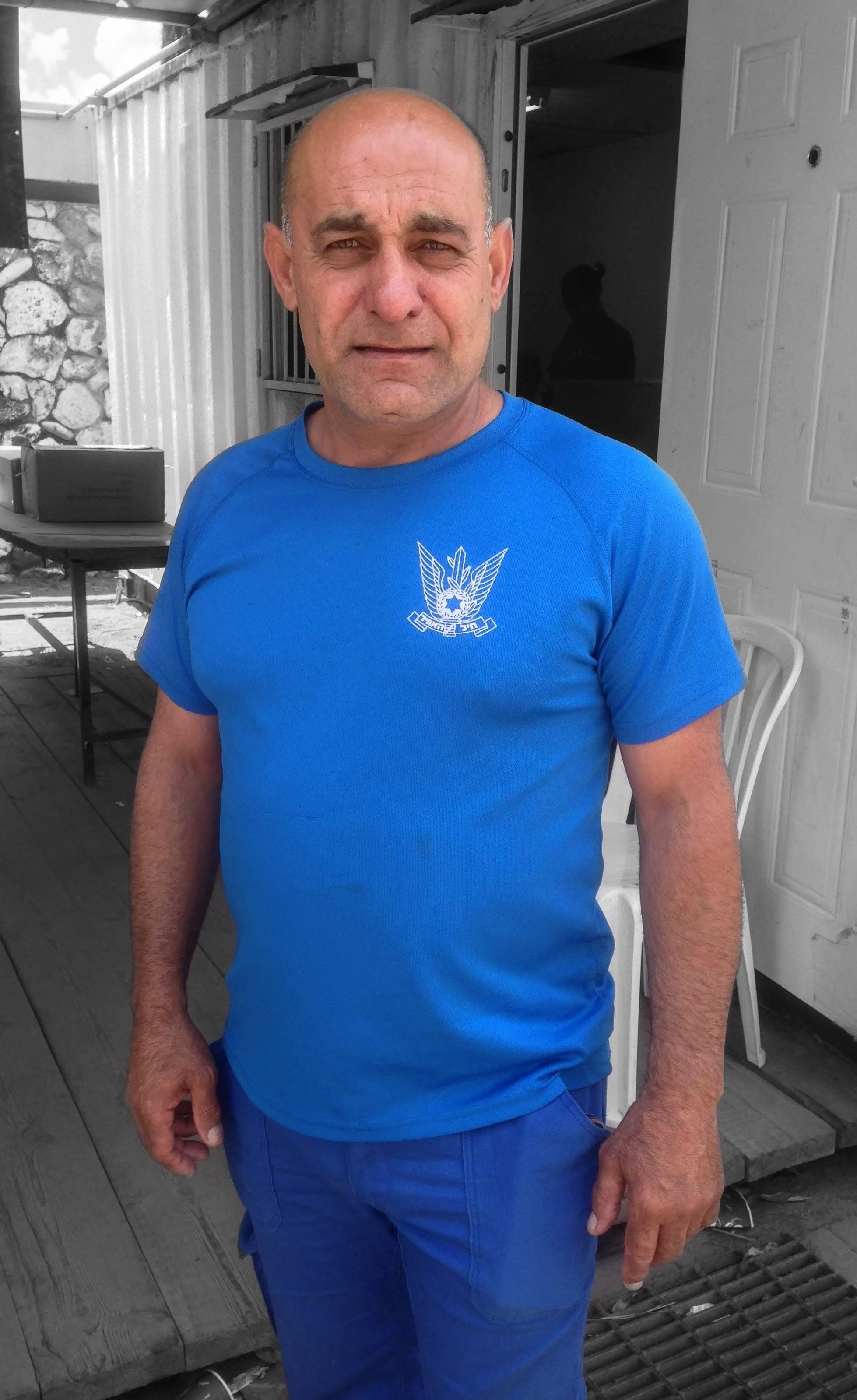

Azzam Azzam (ar. عزام عزام, hebr. עזאם עזאם, ur. 28 września 1962) – izraelski Druz, robotnik który został oskarżony w Egipcie o szpiegostwo na rzecz Izraela i uwięziony na 8 lat. Przez cały ten czas nie przyznał się do winy, a podczas jego procesu nie zostały przedstawione wiarygodne dowody mające poprzeć oskarżenia.

## Aresztowanie i proces
Azzam był robotnikiem tekstylnym z północnoizraelskiego miasta Maghar. Pracował w przedsiębiorstwie będącym wspólną inwestycją egipskich i izraelskich zakładów tekstylnych. W listopadzie 1996 roku w Kairze został zatrzymany pod zarzutem szpiegostwa.
Początkowo oskarżono go o szpiegostwo przemysłowe, później doszły również inne oskarżenia. Prokuratorzy twierdzili, że używał damskiej bielizny, zamoczonej w atramencie sympatycznym, aby przekazywać informacje izraelskiej agencji wywiadowczej Mosad.
Proces rozpoczął się 24 kwietnia 1997 roku, ale pierwsze czynności procesowe przesunięto na 18 maja, kiedy wyszło na jaw, że adwokat dla współoskarżonego Egipcjanina, Emad Abdel-Hamid Ismail, nie będzie obecny na rozprawie. W międzyczasie Egipski Syndykat Prawników otrzymał list podpisany przez dwunastu prawników, w którym stwierdzano, że broniąc Azzama, jego adwokat Farid Deeb, „pokalał wspaniałą historię Syndykatu Prawników”. W liście zażądano podjęcia kroków dyscyplinarnych przeciwko Deebowi, za „podjęcie się obrony izraelskiego szpiega”; w odpowiedzi na to Syndykat zdecydował się postawić Deeba przed swym komitetem dyscyplinarnym 11 czerwca. Podczas procesu Azzama, reprezentant Syndykatu zażądał od sądu, aby ten uniemożliwił Deebowi obronę Azzama, twierdząc że oskarżony działał przeciwko egipskim interesom narodowym. Sąd odrzucił ten postulat, wskazując na to, że każdy człowiek ma prawo do obrony i prawnej reprezentacji. Jednak w efekcie tego zamieszania, oskarżyciel dodał do aktu oskarżenia zarzut, iż Azzam był agentem Mosadu, działającym na szkodę interesów narodu egipskiego. To pozwoliło prokuratorowi zażądać kary śmierci dla oskarżonego.
W sierpniu 1997 roku Azzam został uznany winnym wysyłaniu Mosadowi danych dotyczących przemysłu egipskiego, skazano go na 15 lat więzienia w obozie pracy. Jego wspólnik Ismail otrzymał wyrok 22 lat więzienia. Zarówno Azzam, jak i rząd izraelski odrzucili te wyroki, twierdząc, że Druz jest niewinny.

## Uwolnienie
W negocjacje dotyczące uwolnienia Azzama zaangażował się szef Szabaku, Awi Dichter. Zakończyły się one sukcesem 5 grudnia 2004 roku, kiedy to Druz został uwolniony w zamian za przekazanie Egiptowi sześciu studentów przetrzymywanych przez Izrael.
Azzam wyraził wdzięczność rządowi izraelskiemu, a w szczególności Arielowi Szaronowi, mówiąc mu: „Bardzo pana kocham”. Tuż po uwolnieniu Azzam powiedział także: „Powiedziałem moim braciom, że jeśli nie wyjdę wtedy, gdy Arik jest premierem, to nie wyjdę nigdy. Mam szczęście, że urodziłem się w Izraelu i jestem dumny z tego”.
Oficjalny komunikat prasowy izraelskiego rządu na ten temat stwierdzał:
Premier Szaron wyraził głęboką wdzięczność egipskiemu prezydentowi Mubarakowi i generałowi Solimanowi, podkreślając, że ten humanitarny gest doprowadzi do polepszenia bilateralnych stosunków.